# أندريه موريتز
أندريه موريتز (بالبرتغالية: André Francisco Moritz‏) (6 أغسطس 1986 بفلوريانوبوليس في البرازيل - ) هو لاعب كرة قدم برازيلي في مركز الوسط. لعب مع بولتون واندررز وبوهانغ ستيلرز وكايسري سبور وكريستال بالاس ومرسين إيدمانيوردو ومومباي سيتي ونادي إنترناسيونال ونادي بوريرام يونايتد ونادي فلومينينسي ونادي قاسم باشا.

## وصلات خارجية
- أندريه موريتز على موقع اتحاد تركيا (لاعب) (الإنجليزية)
- أندريه موريتز على موقع دوري كوريا الجنوبية (الإنجليزية)
- أندريه موريتز على موقع قاعدة بيانات كرة القدم.إي يو (الإنجليزية)
- أندريه موريتز على موقع Soccerbase.com (لاعب) (الإنجليزية)
- أندريه موريتز على موقع Soccerway.com (الإنجليزية)
- أندريه موريتز على موقع عالم كرة القدم.نت (الإنجليزية)
- أندريه موريتز على موقع AS.com (الإسبانية)